# IndyCar-statistik
IndyCar Series grundades 1996, och statistiken på den här sidan visar bara statistik över den benämningen av IndyCar. 
Statistiken uppdaterades senast 11 september 2014.

## Flest segrar
Komplett till och med tävlingen på Auto Club Speedway, Kalifornien, 30 augusti 2014.
| Plats | Förare            | Antal |
| ----- | ----------------- | ----- |
| 1     | Scott Dixon       | 35    |
| 2     | Helio Castroneves | 23    |
| 3     | Dario Franchitti  | 21    |
| 3     | Will Power        | 21    |
| 5     | Sam Hornish Jr.   | 19    |
| 6     | Tony Kanaan       | 17    |
| 7     | Dan Wheldon       | 16    |
| 8     | Ryan Hunter-Reay  | 12    |
| 9     | Scott Sharp       | 9     |
| 10    | Buddy Lazier      | 8     |
| 11    | Ryan Briscoe      | 7     |
| 12    | Greg Ray          | 5     |
| 12    | Eddie Cheever     | 5     |
| 12    | Gil de Ferran     | 5     |
| 15    | Kenny Bräck       | 4     |
| 15    | Arie Luyendyk     | 4     |
| 15    | Mike Conway       | 4     |
| 15    | Simon Pagenaud    | 4     |